# ایست پریری (میزوری)
ایست پریری (به انگلیسی: East Prairie) یک شهر در ایالات متحده آمریکا است که در شهرستان میسیسیپی، میزوری واقع شده‌است. ایست پریری ۳٫۳۴ کیلومتر مربع مساحت و ۳٬۱۷۶ نفر جمعیت دارد و ۹۳ متر بالاتر از سطح دریا قرار دارد.